# Crkva sv. Jurja (Đurmanec)
Crkva sv. Jurja  je rimokatolička crkva u općini Đurmanec, zaštićeno kulturno dobro.

## Opis dobra
Župna crkva sv. Jurja smještena je u središtu naselja na povišenom terenu nedaleko raskrižja puteva. Građena je po projektu Stjepana Podhorskog (1939. – 1942.), a dovršena tek 1976. kada je podignut zvonik. Pročeljem je okrenuta prema istoku. Crkva je centralna građevina s apsidom i plitkim bočnim kapelama izvana oblikovanim četverokutno. Vanjsko oplošje karakteriziraju glatko žbukani zidovi ravno urezanih otvora. U pročelnom dijelu se ističe monumentalni portal s naglašenom gredom i lukom, iznad kojih je u zabatnoj zoni izveden motiv slijepih arkada.

## Zaštita
Pod oznakom Z-2096 zavedena je kao nepokretno kulturno dobro - pojedinačno, pravnog statusa zaštićena kulturnog dobra, klasificirano kao "sakralna graditeljska baština".